# Sus celebensis
El jabalí verrugoso de Célebes (Sus celebensis) es una especie de mamífero artiodáctilo de la familia Suidae que habita principalmente en la isla de Célebes en Indonesia.

## Distribución y hábitat
La especie es abundante al centro, oriente y sureste de la isla de Célebes, habiendo desaparecido probablemente de la cercana isla de Selayar. También se encuentra en otras islas adyacentes como Buton, Muna, Kabeana, Peleng, Lembeh y en algunas de las islas Togian. La especie también ha sido domesticada e introducida en otras islas, donde se ha hibridado con la especie Sus scrofa, dando lugar a una variedad de poblaciones de cerdos ferales y domésticos en las islas de Flores, Timor, Simeulue, Ceram, Buru y Nias.
La especie ocupa gran diversidad de hábitats en las islas de Indonesia, incluyendo selvas, pantanos, praderas altas y áreas agrícolas. Se encuentras en alturas de hasta 2300 metros de altitud, pero prefiere los valles.

## Descripción
El pelaje de S. celebensis es predominantemente negro con pelos blancos o amarillos intercalados. Algunos individuos tienen un color marrón-rojizo. La parte ventral es más clara y se torna más obscura con la edad. Los machos adultos desarrollan tres pares de verrugas faciales. El par preorbital es el más largo y alcanza el tamaño definitivo a los ocho años. La espalda es corta y ligeramente convexa. Tienen piernas relativamente cortas y cola larga. La longitud corporal se ha medido entre 80 y 130 cm, la altura en la cruz es de 70 cm. Los machos adultos son más grandes que las hembras. Puede pesar de 40 a 70 kg.

## Comportamiento
Poco se conoce acerca de sus hábitos pero se cree que su comportamiento se asemeja a los otros miembros del género Sus.
Se cree que la especie es social, con grupos familiares que integran manadas de 2-3 familias. Los machos son solitarios excepto en la época de apareamiento. Los hábitos de búsqueda de alimento de los integrantes del género son principalmente crepusculares o nocturnos, siendo Sus celebensis una excepción por ser diurno. 
El apareamiento puede ocurrir en cualquier época del año, pero es más frecuente en febrero y la mayoría de los partos ocurren en abril y mayo. Las hembras construyen grandes nidos de hierba, hojas y ramas apilados sobre una depresión del terreno de dos metros. A diferencia de la mayoría de ungulados dan a luz en este nido, donde permanecen las crías por un tiempo. Se cree que de la misma forma que las otras especies del género Sus las hembras tienen ciclos de 21 días de los cuales son receptivas de 2 a 3 días; el periodo de gestación oscila entre 100-140 días, los recién nacidos pesan entre 500-1000 g y son destetados a los 3-4 meses.

## Conservación
En 2008 la especie fue catalogada como casi amenazada en la Lista Roja de la UICN, por la posibilidad que el número de individuos de la especie esté disminuyendo a causa la caza significativa, pérdida del hábitat y disminución de su área de distribución.

## Subespecies
Se reconocen las siguientes subespecies:
- Sus celebensis celebensis
- Sus celebensis floresianus
- Sus celebensis timoriensis